# 狭叶沿阶草
狭叶沿阶草（学名：Ophiopogon stenophyllus）为百合科沿阶草属下的一个种。

## 扩展阅读
- 維基物種上的相關：狭叶沿阶草